# Eiskunstlauf-Europameisterschaft 1893
Die 3. Eiskunstlauf-Europameisterschaft fand am 21. und 22. Januar 1893 in Berlin statt. Die Ergebnisse der Europameisterschaft wurden vom ISU-Kongress 1895 annulliert. 
Dieser Wettbewerb ging als erster großer Preisrichterskandal in die Geschichte ein und wurde annulliert, da es Streitigkeiten um die Wertungen gab und deshalb das Ergebnis zunächst als „unentschieden“ gewertet wurde. Erst Monate nach dem Wettbewerb verkündete der Deutsche und Österreichische Eislaufverband nach vielen Protesten und Verhandlungen die Sieger, ein in der Geschichte des Eislaufens einmaliger Vorgang. Die erste Europameisterschaft 1891 hatte noch der Deutsche und Österreichische Eislaufverband ausgerichtet, die Internationale Eislaufunion trat erst nach ihrer Gründung 1892 als Veranstalter auf und legte das Regelwerk neu fest. In den Ergebnislisten der ISU sind die Titelkämpfe von 1893 und ihre Gewinner jedoch verzeichnet (siehe 75 years of European and World’s Championships in Figure Skating, herausgegeben von der ISU).

## Ergebnis

### Herren
| Platz | Sportler                | Land            |
| ----- | ----------------------- | --------------- |
| 1     | Eduard Engelmann junior | Österreich      |
| 2     | Henning Grenander       | Schweden        |
| 3     | Georg Zachariades       | Österreich      |
| 4     | Tibor von Földváry      | Ungarn          |
| 5     | Carl Sage               | Österreich      |
| 6     | Franz Zilly             | Deutsches Reich |
| 7     | Fritz Hellmund          | Deutsches Reich |
| 8     | Johan Lefstad           | Norwegen        |

Punktrichter:
- C. Fillunger  Österreich
- E. Savor  Österreich
- L. von Stuller  Ungarn
- H. Cederström  Schweden
- A. Keidel  Deutsches Reich
- H. Wendt  Deutsches Reich
- K. von Schlemmer  Ungarn

## Quelle
- European figure skating championships 1891–1899. Skatabase, archiviert vom Original am 4. Dezember 2008; abgerufen am 18. Mai 2018 (englisch).